# Downingtown
Downingtown es un borough ubicado en el condado de Chester en el estado estadounidense de Pensilvania. En el año 2000 tenía una población de 7589 habitantes y una densidad poblacional de 1341 personas por km².

## Geografía
Downingtown se encuentra ubicado en las coordenadas 40°00′40″N 75°42′19″O / 40.01111, -75.70528.

## Demografía
Según la Oficina del Censo en 2000 los ingresos medios por hogar en la localidad eran de $45 979 y los ingresos medios por familia eran $53 468. Los hombres tenían unos ingresos medios de $38 893 frente a los $29 284 para las mujeres. La renta per cápita para la localidad era de $21 634. Alrededor del 4,8% de la población estaba por debajo del umbral de pobreza.